# Fabas, Tarn-et-Garonne

Fabas este o comună în departamentul Tarn-et-Garonne din sudul Franței. În 2009 avea o populație de 518 de locuitori.

## Evoluția populației
| An        | 1975 | 1982 | 1990 | 1999 | 2006 | 2009 |
| --------- | ---- | ---- | ---- | ---- | ---- | ---- |
| Populație | 210  | 218  | 314  | 322  | 438  | 518  |

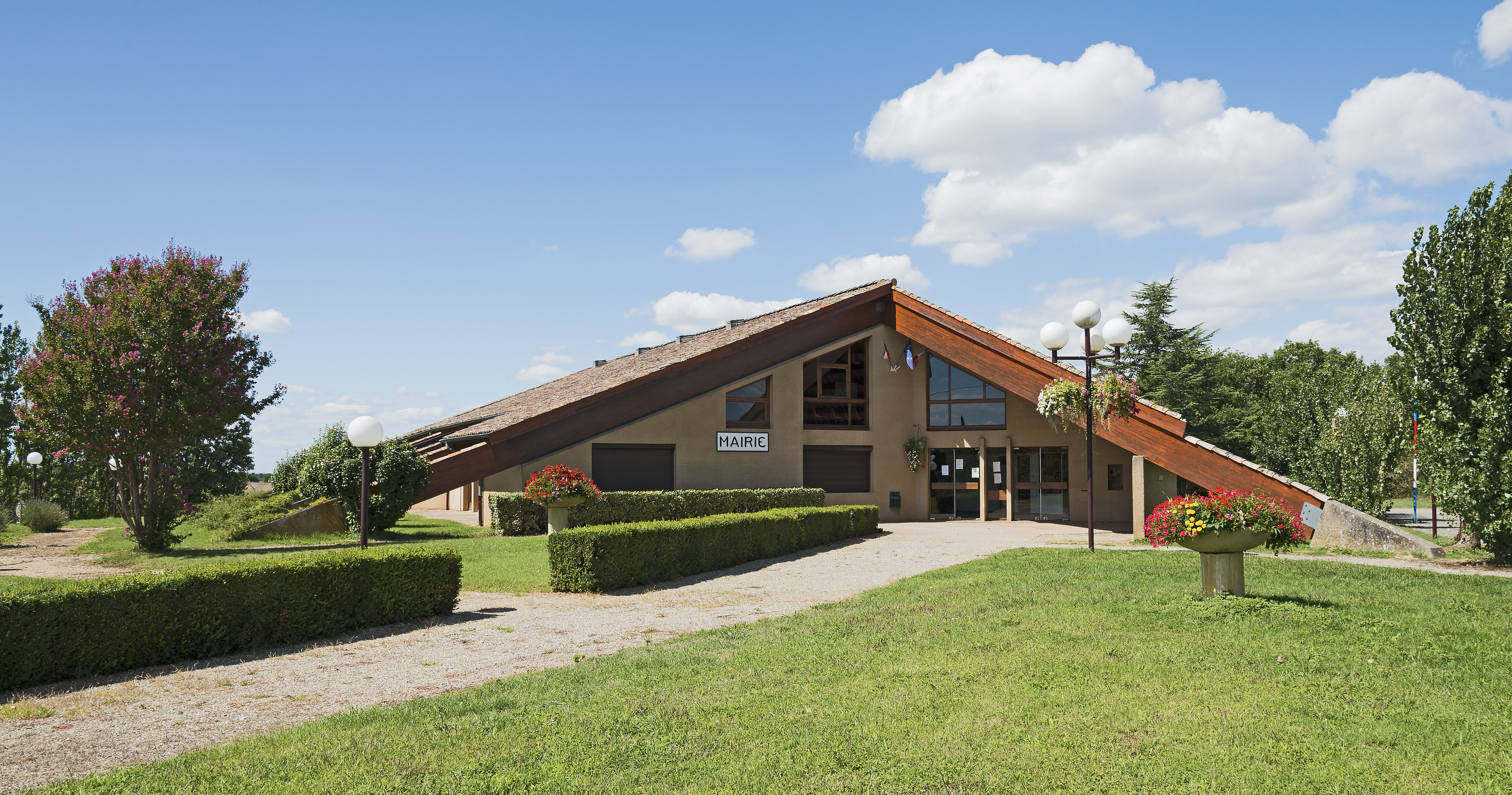
Primăria.